# Горња Мочила (Раковица)
Горња Мочила су насељено место у општини Раковица, на Кордуну, Карловачка жупанија, Република Хрватска.

## Географија
Горња Мочила се налазе око 9 км северозападно од Раковице.

## Историја
За вријеме Другог свјетског рата, у насељу се крајем децембра 1942. срушио авион у коме се налазио комендант усташке Црне легије Јуре Францетић. Становници насеља су Јуру Францетића линчовали. Насеље је за вријеме Југославије било у саставу бивше велике општине Слуњ. Средином шездесетих година XX века, село је присилно расељено због изградње војног полигона „Слуњ“, који данас носи име „Еуген Кватерник“. Становништво је углавном исељено у Војводину, а мањим делом у Слуњ и Карловац.
Горња Мочила су се од распада Југославије до августа 1995. године налазила у Републици Српској Крајини.

## Становништво
Према попису становништва из 2011. године, насеље Горња Мочила је имало 4 становника.
| Националност       | 1991.       | 1981.     | 1971.     | 1961.        |
| Срби               | 38 (97,43%) | 56 (100%) | 61 (100%) | 699 (98,31%) |
| Хрвати             | 1 (2,56%)   |           |           | 7 (0,98%)    |
| Југословени        |             |           |           |              |
| остали и непознато |             |           |           | 5 (0,70%)    |
| Укупно             | 39          | 56        | 61        | 711          |

- У табели: Национални састав, за пописне године од 1961. до 1991. нису садржани подаци за бивше насеље: Језеро II (део).

| Демографија | Демографија | Демографија |
| Година      | Становника  | Становника  |
| ----------- | ----------- | ----------- |
| 1857.       | 854         |             |
| 1869.       | 1.224       |             |
| 1880.       | 1.319       |             |
| 1890.       | 1.546       |             |
| 1900.       | 1.735       |             |
| 1910.       | 1.707       |             |
| 1921.       | 1.472       |             |
| 1931.       | 1.551       |             |
| 1948.       | 765         |             |
| 1953.       | 756         |             |
| 1961.       | 719         |             |
| 1971.       | 63          |             |
| 1981.       | 56          |             |
| 1991.       | 39          |             |
| 2001.       | 8           |             |
| 2011.       |             | 4           |

- напомене:

Садржи податке за бивше насеље Доња Мочила које је до 1948. исказивано као насеље. Од 1857. до 1880. те у 1948. део података садржан је у насељу Језеро I (део) у општини Плашки. У 2001. повећано за подручје насеља Језеро II (део). Од 1890. садржи податке за насеље Језеро II (део).